# Patricia Goemaere (actrice)
Patricia Goemaere (Gent, 27 januari 1963) is een Vlaamse actrice. Ze woonde enkele jaren samen met acteur en auteur Rudy Morren. Haar bekendste rol is die van Céline Derdeyn in Wittekerke.
Ze speelde ook een rol in de telenovelle Emma en in het eerste seizoen van De Rodenburgs. Daarnaast vertolkte ze gastrollen in Hof van Assisen, Flikken, Spoed, Witse, Zone Stad, De Ridder, Gent West en Amika. In 2011 had ze een rol in de Vlaamse dramafilm Noordzee, Texas, in 2012 een hoofdrol in Offline van Peter Monsaert. In 2013 was ze te zien als leider van de buitenaardse wezens 'Antra' in reeks 3 van Galaxy Park op Ketnet. In 2018 vertolkte ze de rol van madame Van Gelderhode in De Bende van Jan de Lichte.

## Filmografie
- Wittekerke (1994) - als Sonja
- Familie (1995) - als Bernice Van Haecke
- Hof van Assisen (1998) - als Petra De Clerck
- Gilliams & De Bie (1999) - als An Huybrechts
- Wittekerke (1999-2007) - als Celine Derdeyn
- Lijmen/Het been (2000) - als verkoopster Dietrich
- Flikken (2000) - als dochter van dode man
- Spoed (2002) - als Hilde
- Emma (2007) - als Caroline Van Opstal
- Flikken (2008) - als Veerle De Graeve
- LouisLouise (2008) - als meester Liekens
- Zone Stad (2008) - als mevrouw Huybrechts
- Witse (2009) - als Anna Vroman
- De Rodenburgs (2009) - als Marlies 'Lise' Mariën
- Aspe (2009) - als Lisa Govaerts
- Vermist (2010) - als Brigitta Lombaerts
- Noordzee, Texas (2011) - als Simonne
- Amika: De gevaarlijke stunt (2011) - als Marjolein
- Danni Lowinski (2012) - als mevrouw Vanderhaeghe
- Offline (2012) - als Carine
- Wolven (2013) - als Mira Sels
- Salamander (2013) - als directrice van internaat
- Zone Stad (2013) - als Marleen Vandermeulen
- Thuis (2013) - als onderzoeksrechter Bracke
- Binnenstebuiten (2013) - als Moniek De Veerman
- Albert II (2013) - als Monik Delvou
- Welkom (2013) - als Marieke
- De Ridder (2013) - als Sara Wellekens
- Galaxy Park (2013-2014) - als de Antra koningin
- Aspe (2014) - als Gerda
- Deadline 25/5 (2014) - als huisdokter Dupont
- Vossenstreken (2015) - als Mieke Roelofs
- Professor T. (2016) - als mevrouw Verherstraeten
- Nachtwacht (2016) - als Haxa
- Styx (2018) - als Elza
- Gent-West (2018) - als sociaal assistente
- De Bende van Jan de Lichte (2018) - als madame Van Gelderhode
- De Kraak (2021) - als Catherine Jonckheere
- Zillion (2022) - als dokter
- Assisen (2023) - als onderzoeksrechter Van Damme
- Hidden Assets (2023) - als Martine Bogaert
- Nonkels (2024) - als bowlster